# Jilmová
Jilmová (deutsch Ulmbach, früher auch Olmbach, Ollenbach) ist eine Wüstung im tschechischen Teil des Erzgebirges. Sie bildet eine Grundsiedlungseinheit der Gemeinde Hora Svatého Šebestiána (Sankt Sebastiansberg) im Okres Chomutov. Die Katasterfläche umfasst 696,7117 ha.

## Lage
Jilmová befand sich in 810 m ü. M. drei Kilometer nordwestlich von Hora Svatého Šebestiána auf dem Gebirgskamm unmittelbar an der Grenze zum sächsischen Satzung. Der am rechten Ufer der Schwarzen Pockau, die hier noch Schwarzwasser genannt wird, in der Talmulde des einmündenden Mühlbaches liegende Ort bildete zusammen mit Satzung ein kleines Siedlungsgebiet, das vollständig von den Wäldern des Erzgebirges umgeben war. Im Südosten stieß der Ort an das Hochmoor am Assigbach, wo die großen Sebastiansberger Torfstiche betrieben wurden. Südlich erhebt sich der Hintere Glasberg (Skelný vrch, 877,6 m).

## Geschichte

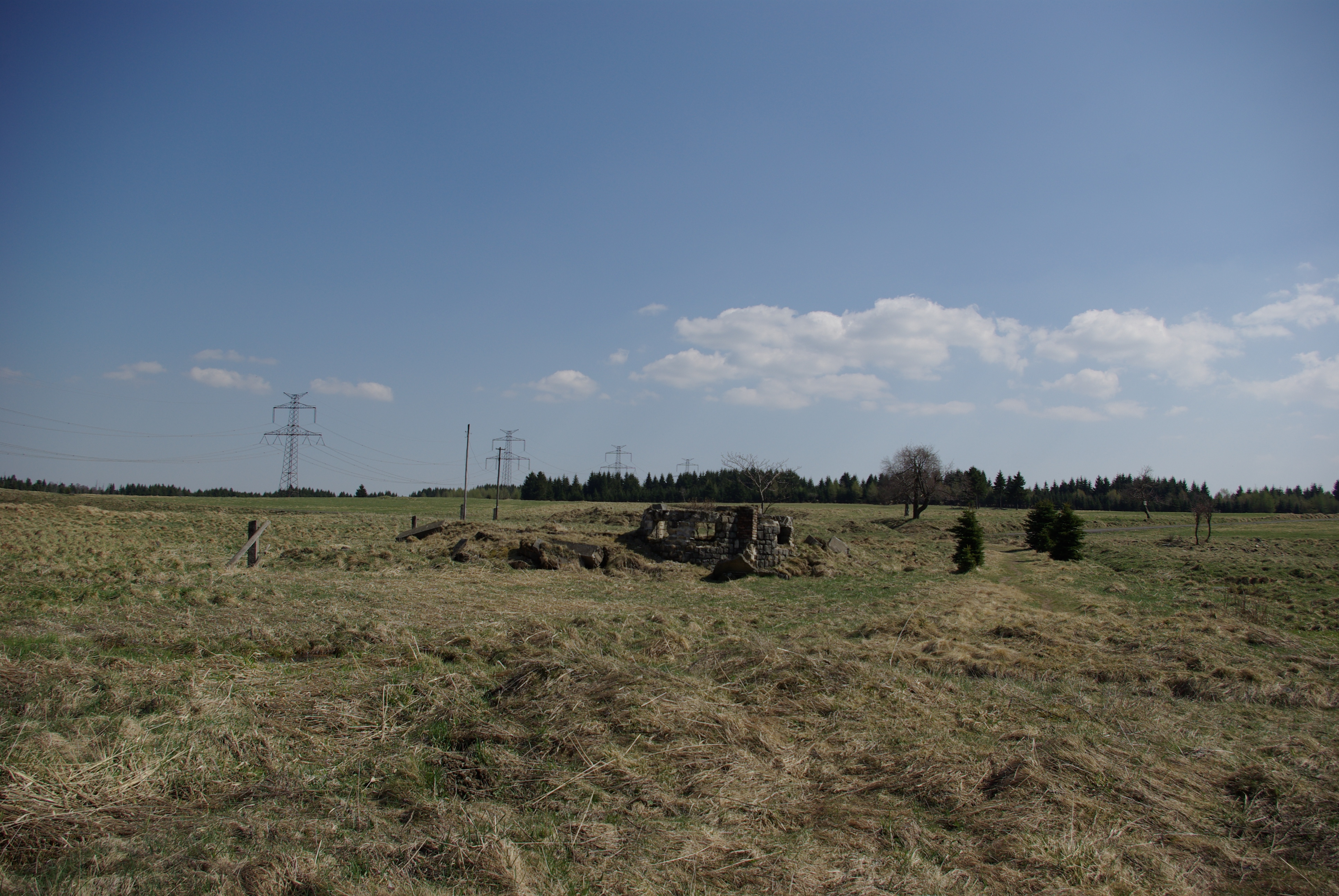
Ruinen in der Wüstung Jilmová (Ulmbach)

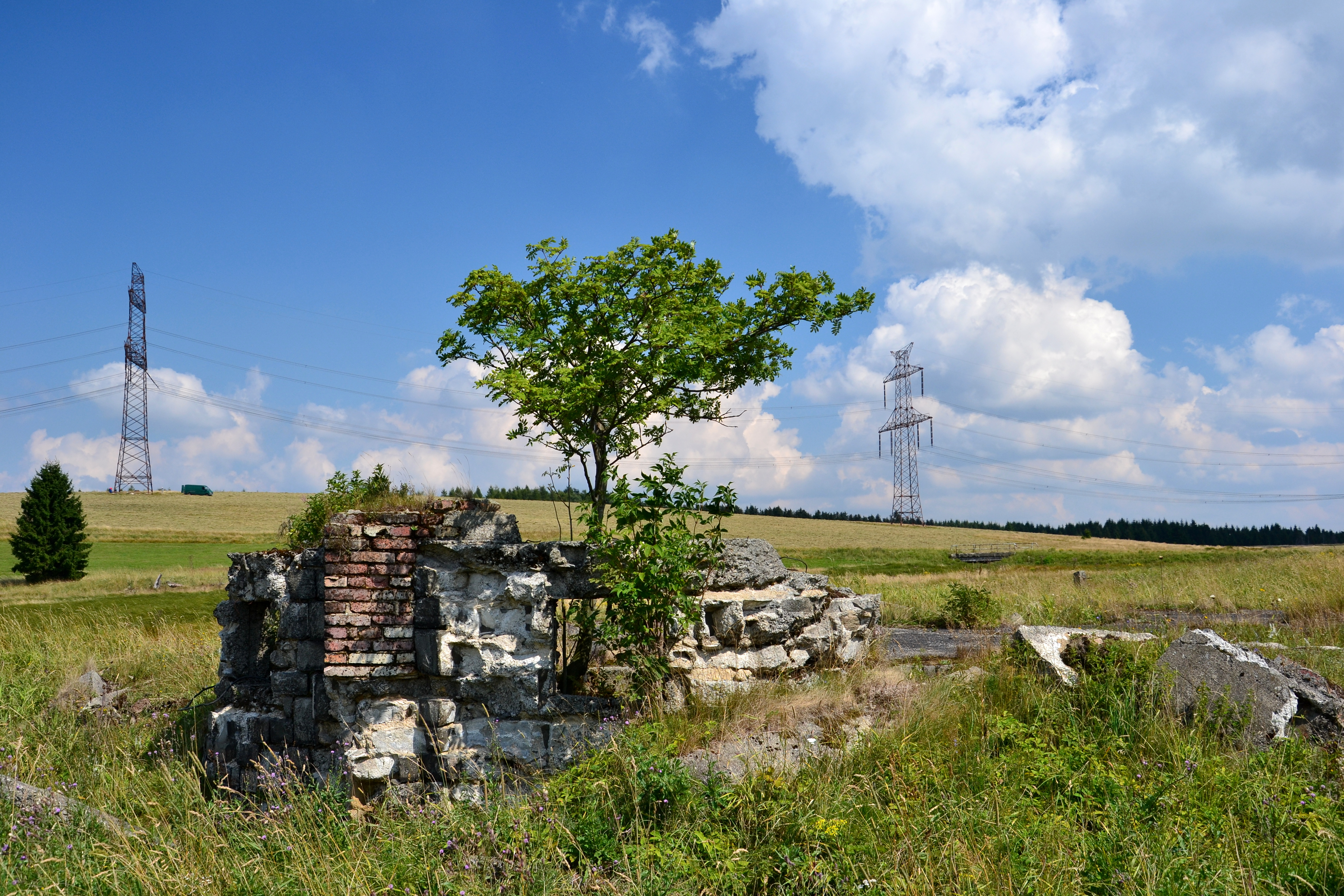
Ruinen in der Wüstung Jilmová (Ulmbach)

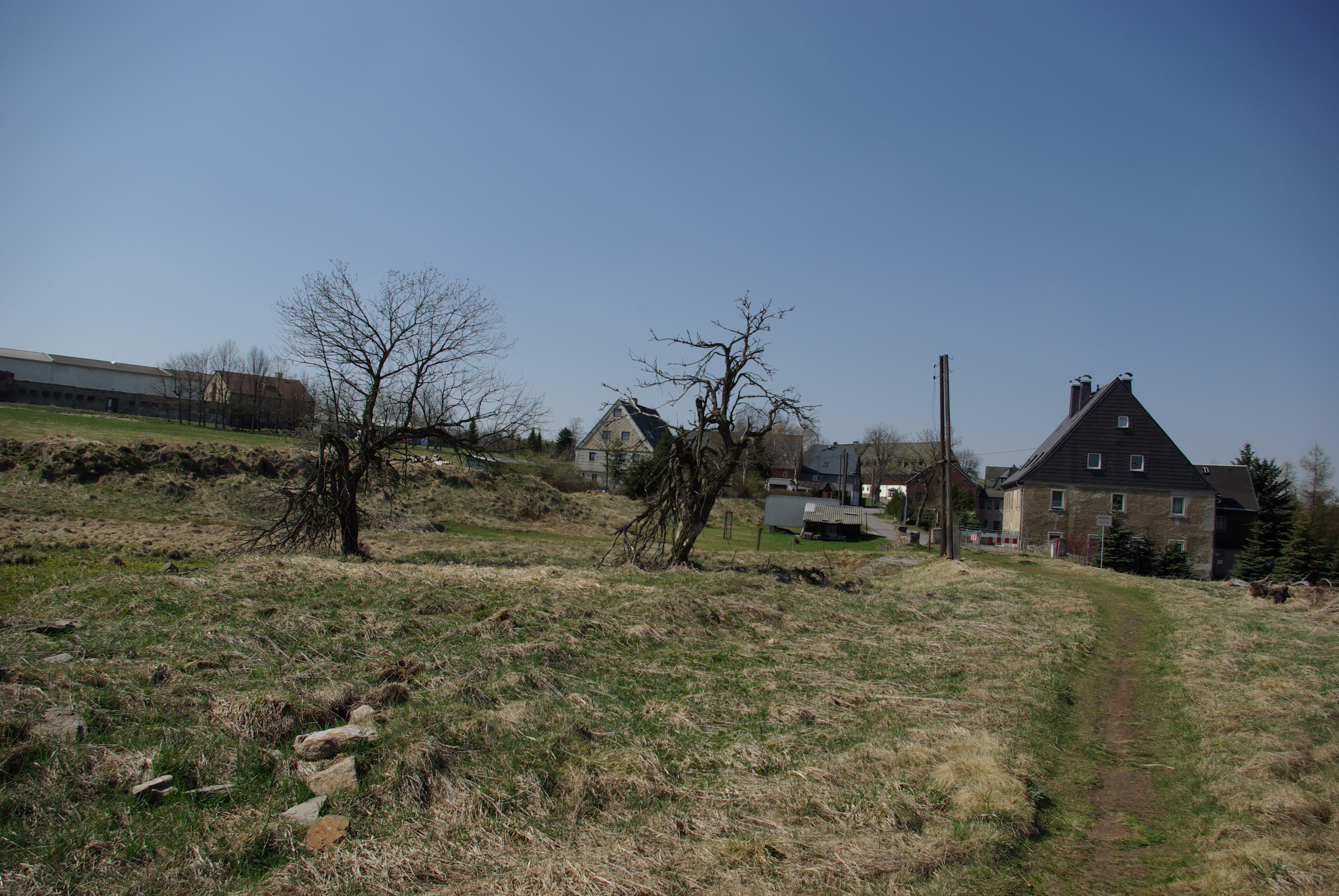
Grenzübergang Satzung–Jilmová (Ulmbach)

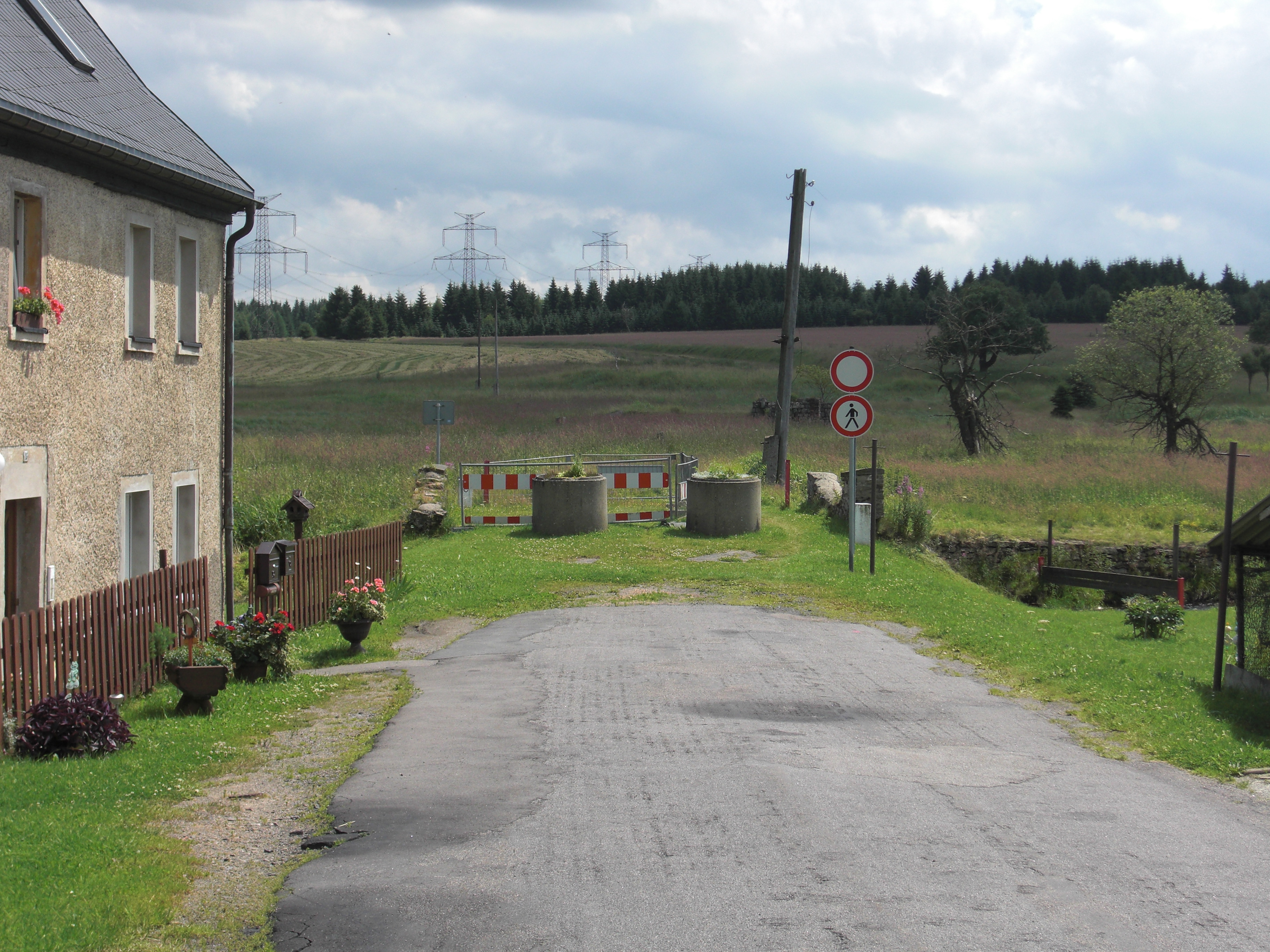
Grenzübergang Satzung–Jilmová (Ulmbach)

Seit der Mitte des 13. Jahrhunderts bestanden in dem zur Herrschaft Komotau gehörigen Ulmbach Glashütten, der Ort war damit der älteste nachweisliche Glashüttenstandort im Erzgebirge. Vor allem am Hinteren Glasberg fanden sich die Rohstoffe für das hier produzierte grüne oder grüngelbe Glas. Um die Hütten wuchs eine kleine Ansiedlung.
Die schriftliche Überlieferung setzt erst 1557 ein, als der herrschaftliche Förster Christoph Wolf durch Johann von Weitmühl aus Komotau das Gasthaus in Ulmbach einschließlich zahlreicher Privilegien, wie Brau- und Brenngerechtigkeit, verliehen bekam, die ihm 1583 von Bohuslav Joachim Lobkowitz von Hassenstein bestätigt wurden, als das Dorf Teil der Herrschaft Preßnitz geworden war. Wolf begründete darauf das Gut Ulmbach.
Wann die Glasproduktion eingestellt wurde, ist nicht bekannt. Die Bewohner von Ulmbach lebten nach dieser Zeit von der Holzfällerei und Weidewirtschaft, im Ort wurde eine Sägemühle betrieben. Wegen der rauen und langen Winter, in denen die Schneehöhe bis zu 4 Meter betrug, und niederschlagsreichen Sommern mit häufigen Witterungsunbilden, spielte die Landwirtschaft nur eine geringe Rolle. Im Ort führte ein Handelsweg über die sächsische Grenze bei Satzung weiter nach Wolkenstein, an dem das Gasthaus als Ausspanne diente. Ulmbach war nach Sebastiansberg gepfarrt.
In der Mitte des 17. Jahrhunderts kaufte Jeremias Haindl das Ulmbacher Gut und den Gasthof, 1686 erwarb die Stadt Komotau diesen Besitz und übertrug es ihrer Gutsverwaltung in Schönlind. Im 18. Jahrhundert erfolgte der Abbau einer Eisenerzlagerstätte. Jedoch waren die Erze der Zeche Schwarzes Rössel von minderer Qualität, so dass das wenig ertragreiche Bergwerk wieder stillgelegt wurde.
Nach der Ablösung der Patrimonialgerichtsbarkeiten wurde Ulmbach im Jahr 1849 zu einer selbständigen Gemeinde im Gerichtsbezirk Sebastiansberg bzw. Bezirk Komotau. Wenig später wurde das Gut aufgelöst und seine Fluren parzellenweise verkauft. Im Jahre 1877 erhielt Ulmbach eine eigene Schule, da im Winter der Schulort Reizenhain vielmals nicht erreichbar war. Zu dieser Zeit hatte der Ort schon jegliche Bedeutung verloren, der Handelsweg nach Wolkenstein spielte keine Rolle mehr, da die wichtigen Wege nun nach Marienberg führten. Auch die Strecken der Buschtěhrader Eisenbahn nach Weipert oder Reitzenhain führten weit am Dorf vorbei und der nächste Bahnhof in Krima war nur nach einstündigem Fußmarsch erreichbar.
In Ulmbach lebten im Jahr 1939 116 Menschen in 22 Häusern, die 5 Bewohner der einen halben Kilometer nördlich gelegenen Mühle am Schwarzwasser inbegriffen. Die Gemeindefläche umfasste ein Gebiet von 400 Hektar.
Nach dem Zweiten Weltkrieg wurden die Bewohner, die ausschließlich der deutschen Volksgruppe angehörten, vertrieben. Zwar wurden noch 1945 21 Tschechen in Jilmová angesiedelt, doch diese Familien wurden, insofern sie nicht schon wieder aus dem abgelegenen Dorf fortgegangen waren, im Jahr 1950 wieder ausgesiedelt, da der Ort wegen seiner Lage an der Grenze zum Abriss vorgesehen war.
In Jilmová blieb nur der Förster mit seiner Familie zurück. Als seine Kinder schulpflichtig wurden, verließ auch er den Ort, der nun den Charakter einer Einsiedelei hatte, da der Schulweg nach Hora Svatého Šebestiána nicht zumutbar war. Das Forsthaus blieb unbewohnt und wurde dem Verfall preisgegeben.
Zwischen 1985 und 1989 erfolgten in dem wüsten Dorf archäologische Ausgrabungen.

## Entwicklung der Einwohnerzahl
| Jahr | Einwohnerzahl |
| ---- | ------------- |
| 1869 | 166           |
| 1880 | 198           |
| 1890 | 184           |

| Jahr | Einwohnerzahl |
| ---- | ------------- |
| 1900 | 175           |
| 1910 | 154           |
| 1921 | 99            |

| Jahr | Einwohnerzahl |
| ---- | ------------- |
| 1930 | 125           |
| 1950 | 3             |
| 1961 | 0             |